# Львы Медичи
Львы Медичи — парные мраморные скульптуры львов, опирающихся передней лапой на каменные шары. Термин «Львы Медичи» может обозначать как оригинальную (первоначальную) пару скульптур, так и возникшую на их основе иконографию скульптурных изображений.

## История и описание
Строго говоря, название «львы Медичи» не совсем корректно, так как первообразом являлся единственный мраморный лев, созданный в Древнем Риме в I или II веке нашей эры. Как этот лев выглядел вначале — неизвестно, так как в эпоху итальянского Возрождения он был найден вблизи римских городских стен в плохом состоянии. По некоторым данным, лев являлся частью плохо сохранившегося античного горельефа, и в этом случае мог изображать Немейского льва. Скульптор по имени Джованни ди Скерано Фанчелли, о котором в наше время мало известно, вырезал льва из первоначального горельефа и отреставрировал на своё усмотрение. Нельзя исключать, что именно он впервые добавил к скульптуре шар.

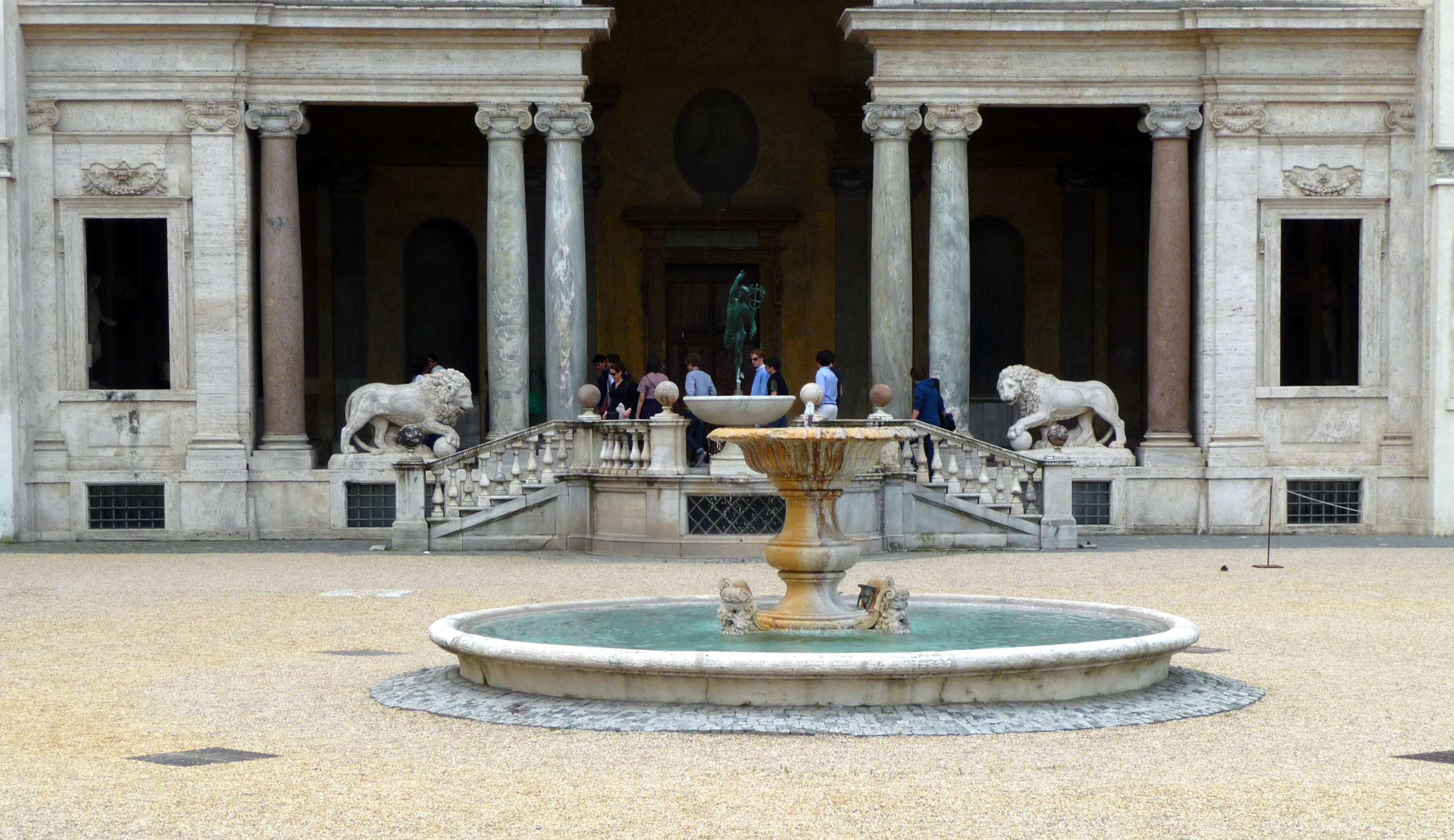
Львы Пажу, расположенные на месте, где до 1780 года изначально располагалась пара львов. Вилла Медичи, Рим

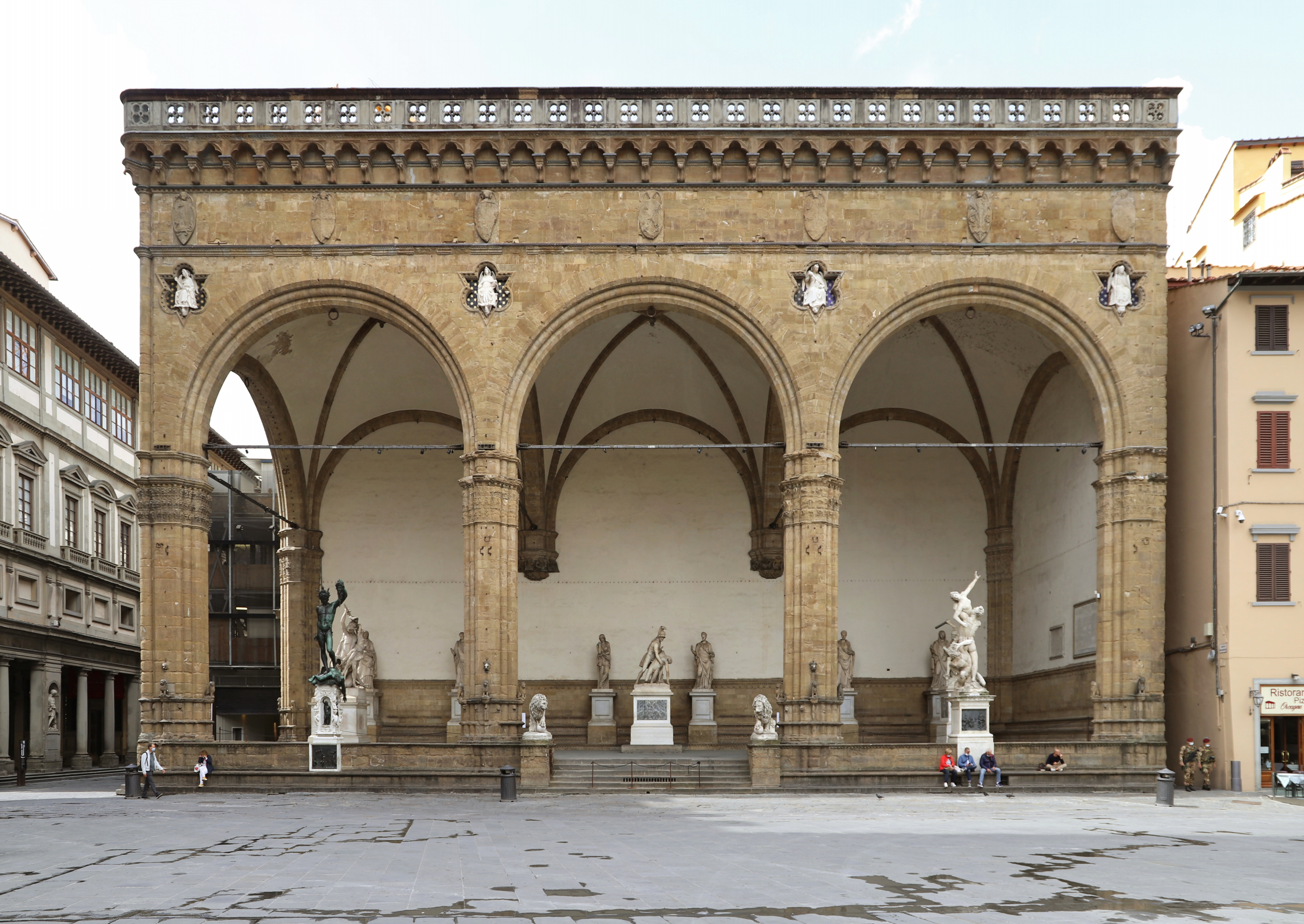
Общий вид Лоджии Ланци во Флоренции. Первая пара львов с 1787 года расположена по сторонам лестницы (в центре кадра)

Несколько позднее, по заказу великого герцога тосканского Фердинанда I Медичи, скульптор и историк-антиквар Фламинио Вакка (1538—1605) выполнил второго льва в пару к первому. Второй лев задумывался как копия первого, с головой, смотрящей в другую сторону, но, так как работа выполнялась полностью вручную, получился несколько отличающимся от первого льва.
Вначале львы были установлены по сторонам лестницы садового фасада Виллы Медичи в Риме. В 1780 году обе скульптуры были перевезены во Флоренцию и в 1787 году установлены в Лоджии Ланци на Площади Синьории в центре города, где доступны для осмотра и в наше время. Перед входом на виллу Медичи вместо них установлены реплики работы скульптора Огюстена Пажу, выполненные в XVIII столетии.
В XVIII и XIX столетиях Львы Медичи вошли в моду, как образцы «классического вкуса». Кроме того, величественные парные львы хорошо подходили для обрамления дворцовых лестниц, парадных въездов, пристаней и порталов. В результате гипсовые копии и мраморные реплики этих львов разошлись по многим городам и странам, они установлены перед дворцами, в парках и загородных виллах, в том числе и в России.

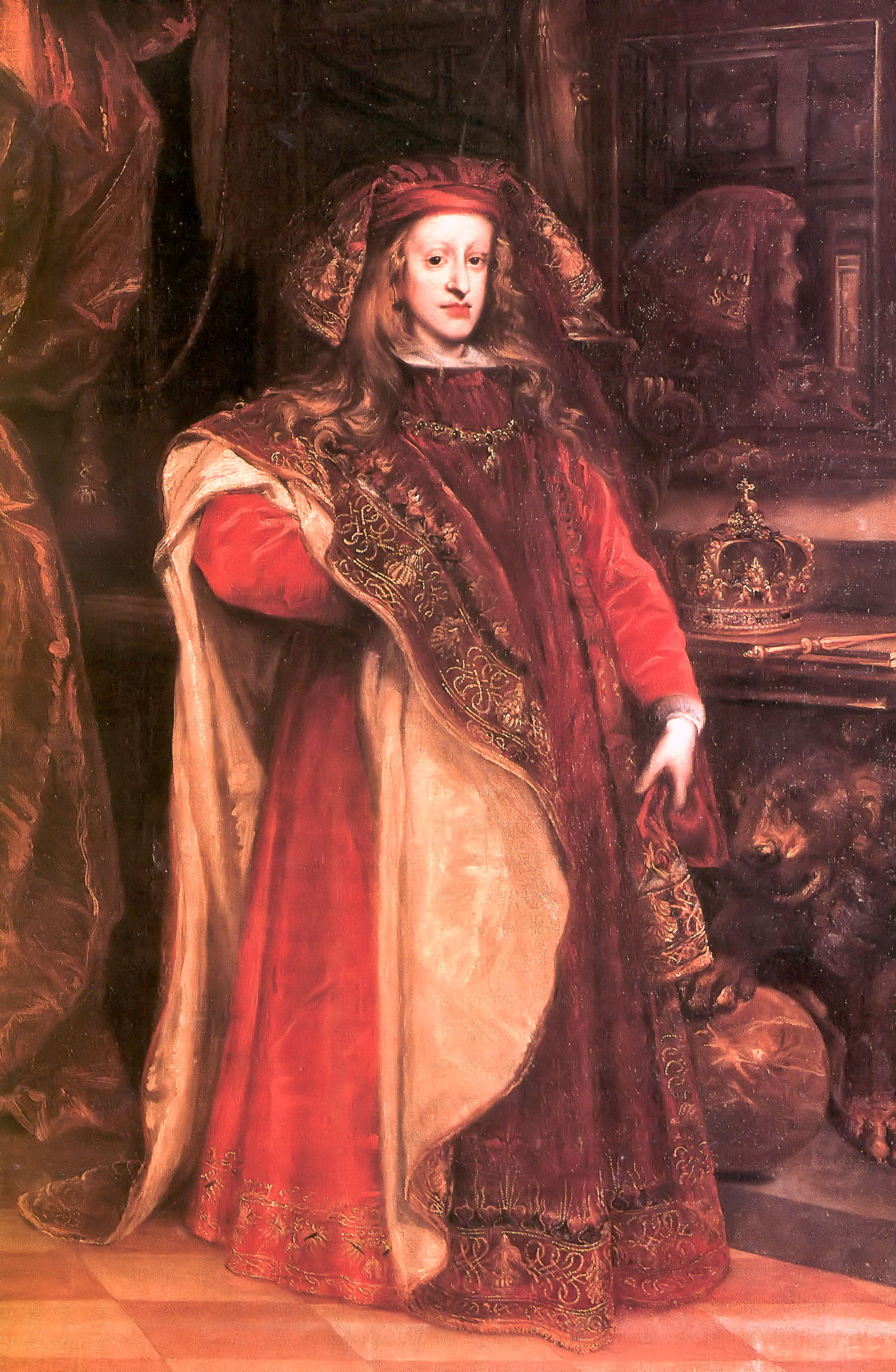
Хуан Карреньо де Миранда. Портрет короля Испании Карла II (1676). Справа видна столешница, которую поддерживает лев Медичи (одна из многих реплик исходных львов)

В 1810 году скульптор Паоло Трискорни, много работавший для российской столицы, выполнил в Карраре из каррарского мрамора реплики львов, которые были установлены на гранитных постаментах у дома А. Я. Лобанова-Ростовского в Санкт-Петербурге (архитектор О. Монферран).
Для Императорской академии художеств были заказаны гипсовые слепки львов. С них на Александровском литейном заводе в Санкт-Петербурге под надзором скульпторов Академии художеств были отлиты из чугуна (по другим данным, бронзы) несколько пар львов Медичи, которые были установлены, в частности, в следующих местах:

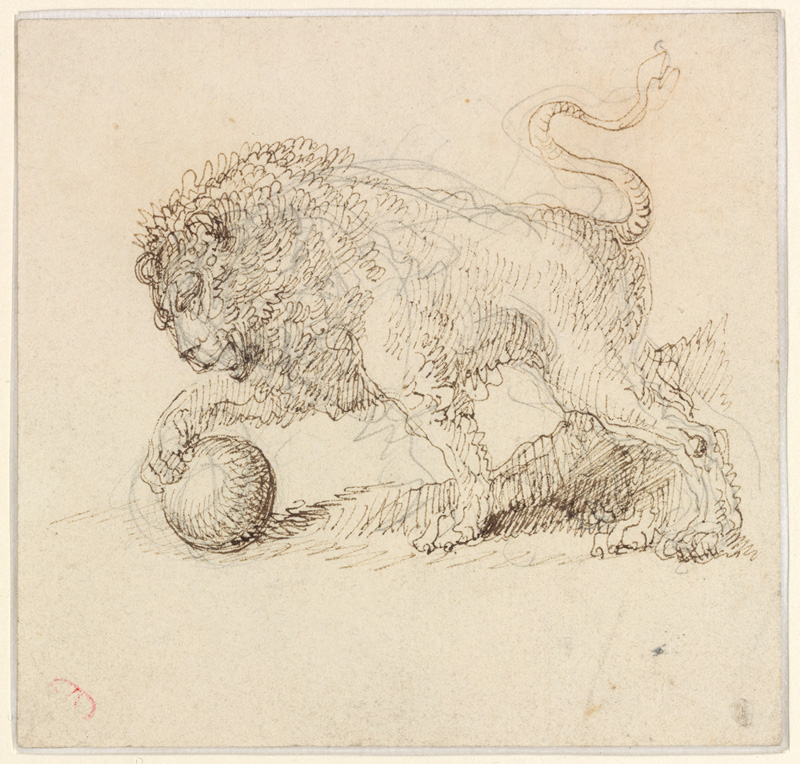
Художник Джузеппе Бернардино Бизон. «Оживший» лев Медичи играет с шаром

- Перед западным фасадом Елагина дворца на одноименном острове.
- Перед фасадом Михайловского дворца (ныне — главное здание Государственного Русского музея)
- На Дворцовой пристани (Львы Дворцовой пристани, также известные как Львы на набережной у Адмиралтейства)
- У Львиного каскада в Петергофе (здесь львы переделаны таким образом, чтобы из их пастей струилась вода)
- В сохранившейся усадьбе Строгановых Марьино в окрестностях Санкт-Петербурга (современный Тосненский район области)
- На Строгановской даче на Чёрной речке. Сама дача не сохранилась, но львы уцелели и были перенесены на стрелку Елагиного острова[1][2], где их можно увидеть и сегодня. Таким образом, на Елагином острове оказались две пары львов.
- В несохранившейся усадьбе А. А. Аракчеева Грузино (откуда были перевезены в Великий Новгород и установлены в Новгородском кремле перед входом в здание Присутственных мест в непосредственной близости от памятника «Тысячелетие России».

Одна из пар львов Медичи, отлитая в Санкт-Петербурге на Александровском заводе в 1849 году, была тогда же приобретена Эндрю Иствиком, богатым американским инженером из Филадельфии. Их до настоящего времени можно увидеть в этом городе в парке Фэрмаунт.
Кроме того, львы Медичи были установлены перед в Воронцовским дворцом в Алупке.
Из многочисленных повторений львов Медичи в других странах наиболее известны Дворцовые львы (швед. Slottslejonen) перед Королевским дворцом в Стокгольме, созданные в 1700—1704 годах французским скульптором Бернаром Фуке-старшим. Внешний вид этих львов, однако, довольно заметно отступает от оригиналов.

## В искусстве

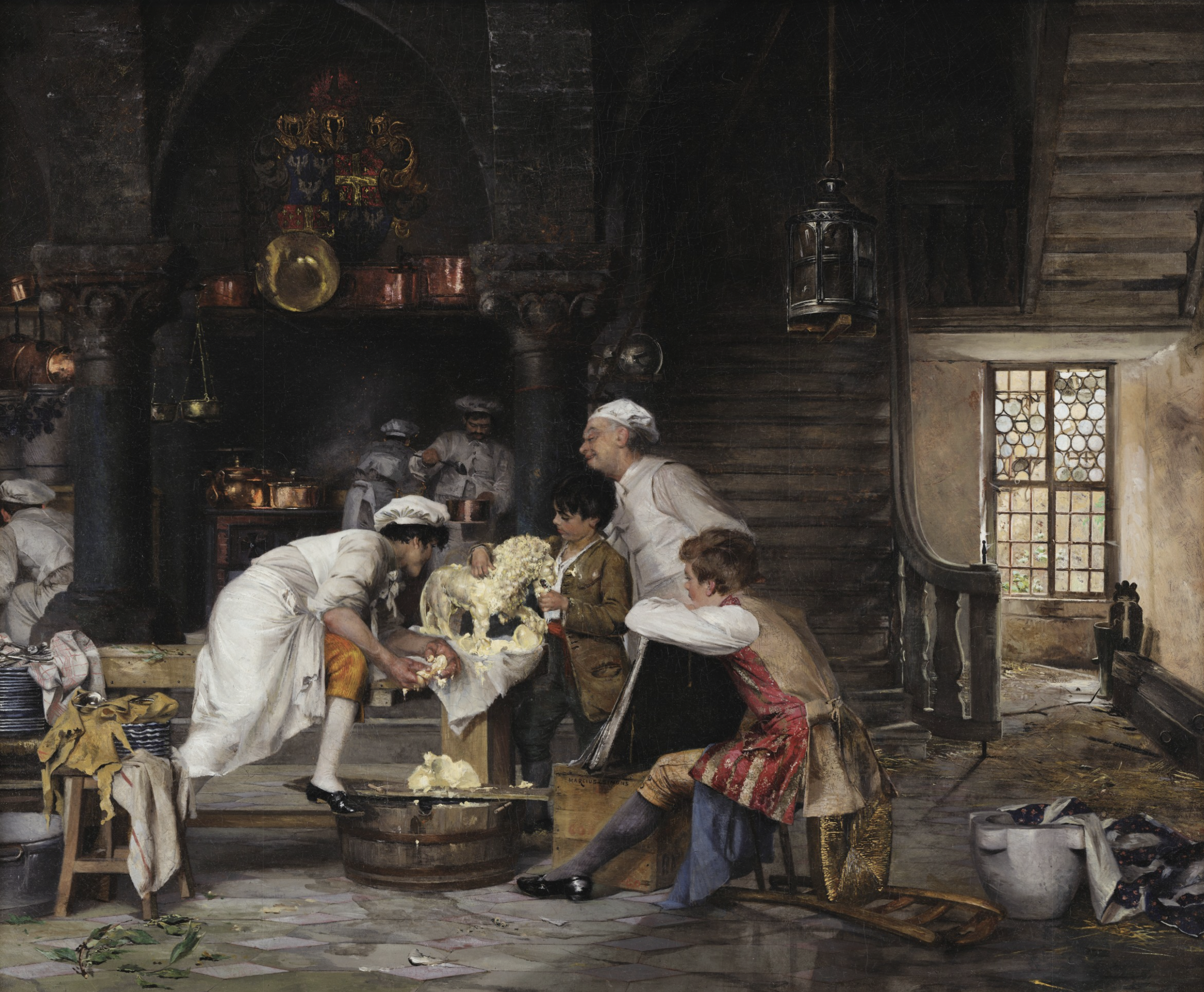
Пинкни Марсиус-Саймонс. Юность Кановы (Канова лепит масляного льва). 1885. Художественный музей Крайслера, Норфолк (Виргиния).

Львы Медичи, установленные перед домом Лобанова-Ростовского, воспеты А. С. Пушкиным в поэме «Медный всадник»:

Тогда, на площади Петровой,
Где дом в углу вознесся новый,
Где над возвышенным крыльцом
С подъятой лапой, как живые,
Стоят два льва сторожевые,
На звере мраморном верхом,
Без шляпы, руки сжав крестом,
Сидел недвижный, страшно бледный
Евгений (…)

На своих иллюстрациях к «Медному всаднику» их изображал, в частности, А. Н. Бенуа.
О скульпторе Антонио Канове нередко рассказывали, что в первый раз он проявил свой талант в десятилетнем возрасте, работая слугой в доме у богатого сеньора. Антонио вызвался создать украшение для праздничного стола своих господ и вылепил из сливочного масла фигуру льва. Работа была исполнена с таким мастерством, что это привлекло к мальчику всеобщее внимание. Этот сюжет изображён на картине американского художника Пинкни Марсиуса-Саймонса, где масляный лев, вылепленный Кановой, представляет собой уменьшенную копию льва Медичи. 
По мотивам львов Медичи выполнялись керамические и кабинетные бронзовые скульптуры. Они изображены на многочисленных рисунках, гравюрах, картинах, как сами по себе, так и в качестве элемента городских и усадебных пейзажей.
В XVI веке львы, основанные на львах Медичи, изредка использовались в качестве подставок для столешниц парадных дворцовых столов. Такой стол можно увидеть на портрете короля Испании Карла II кисти Хуана Карреньо де Миранды.

## Галерея

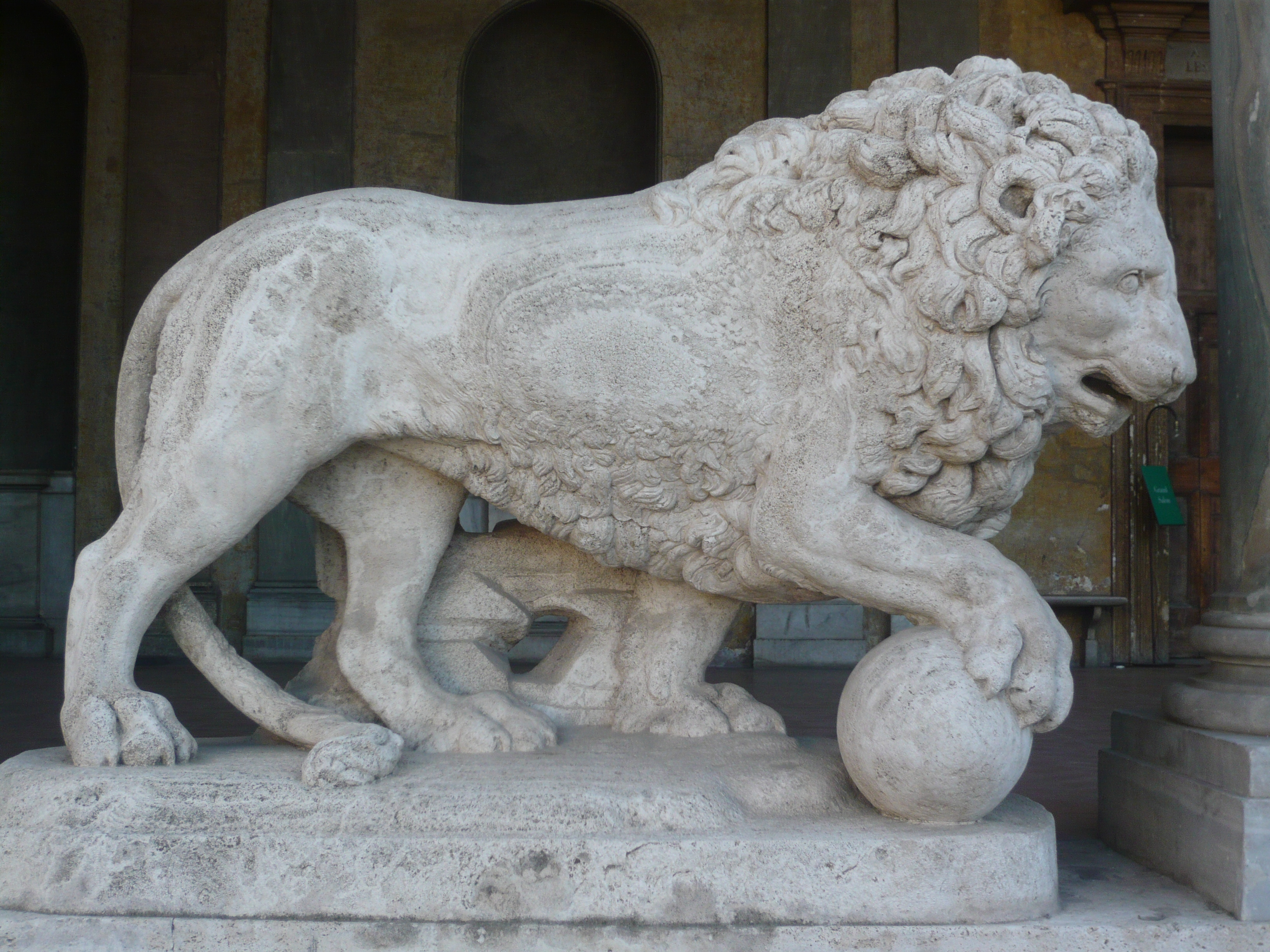
Один из львов Пажу. Вилла Медичи, Рим
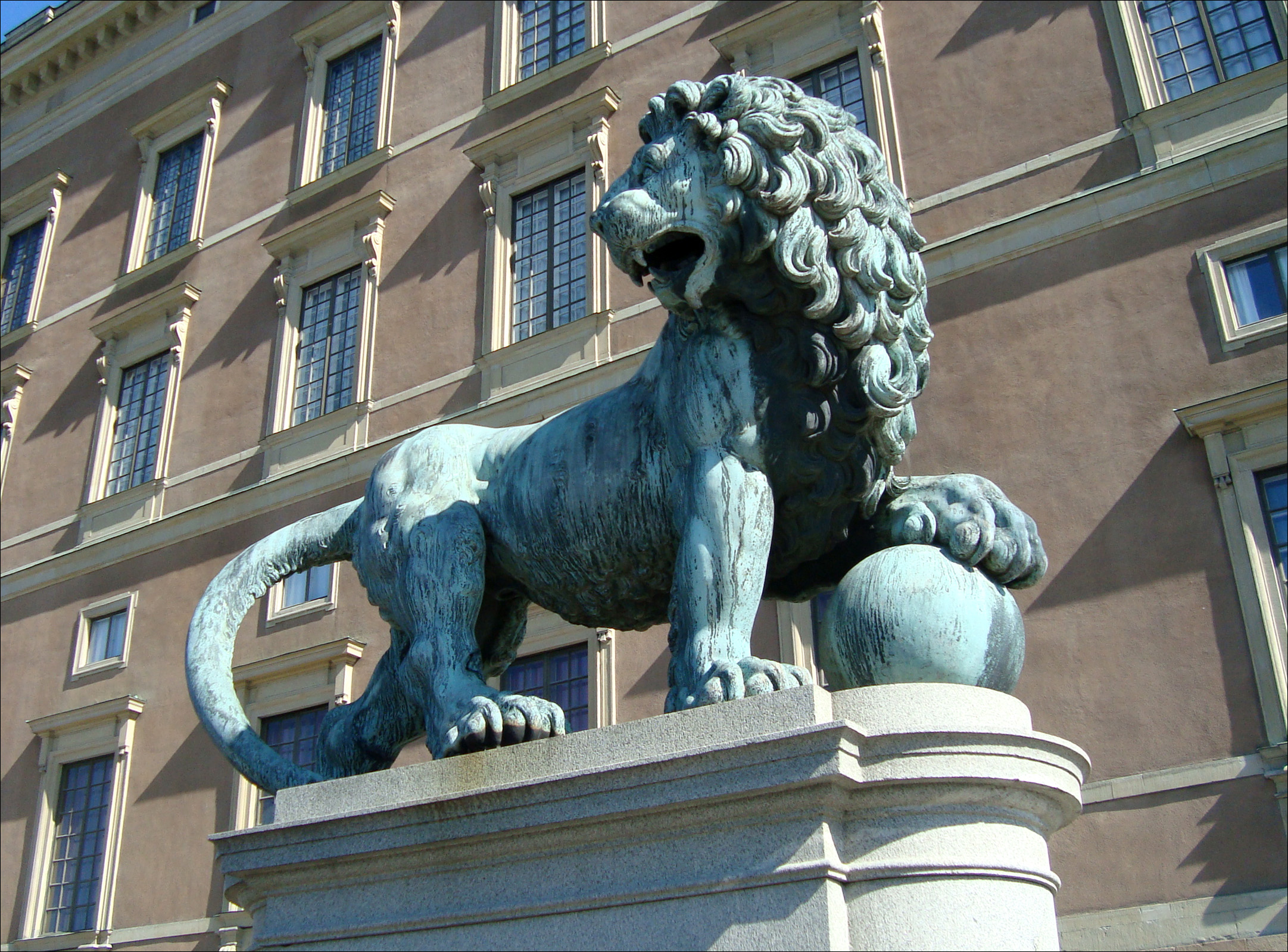
Один из Дворцовых львов, Стокгольм
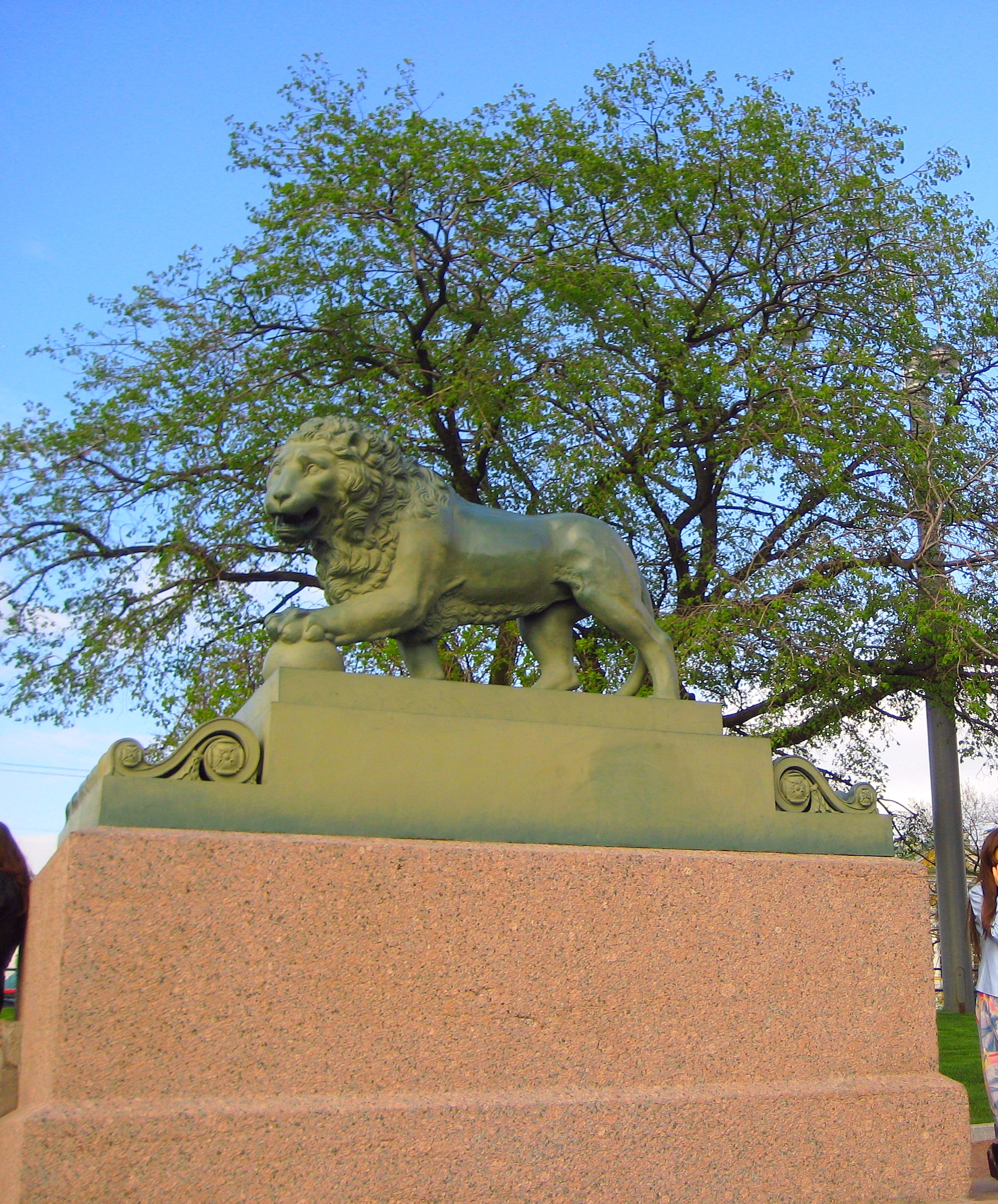
Один из Львов Дворцовой пристани, Санкт-Петербург
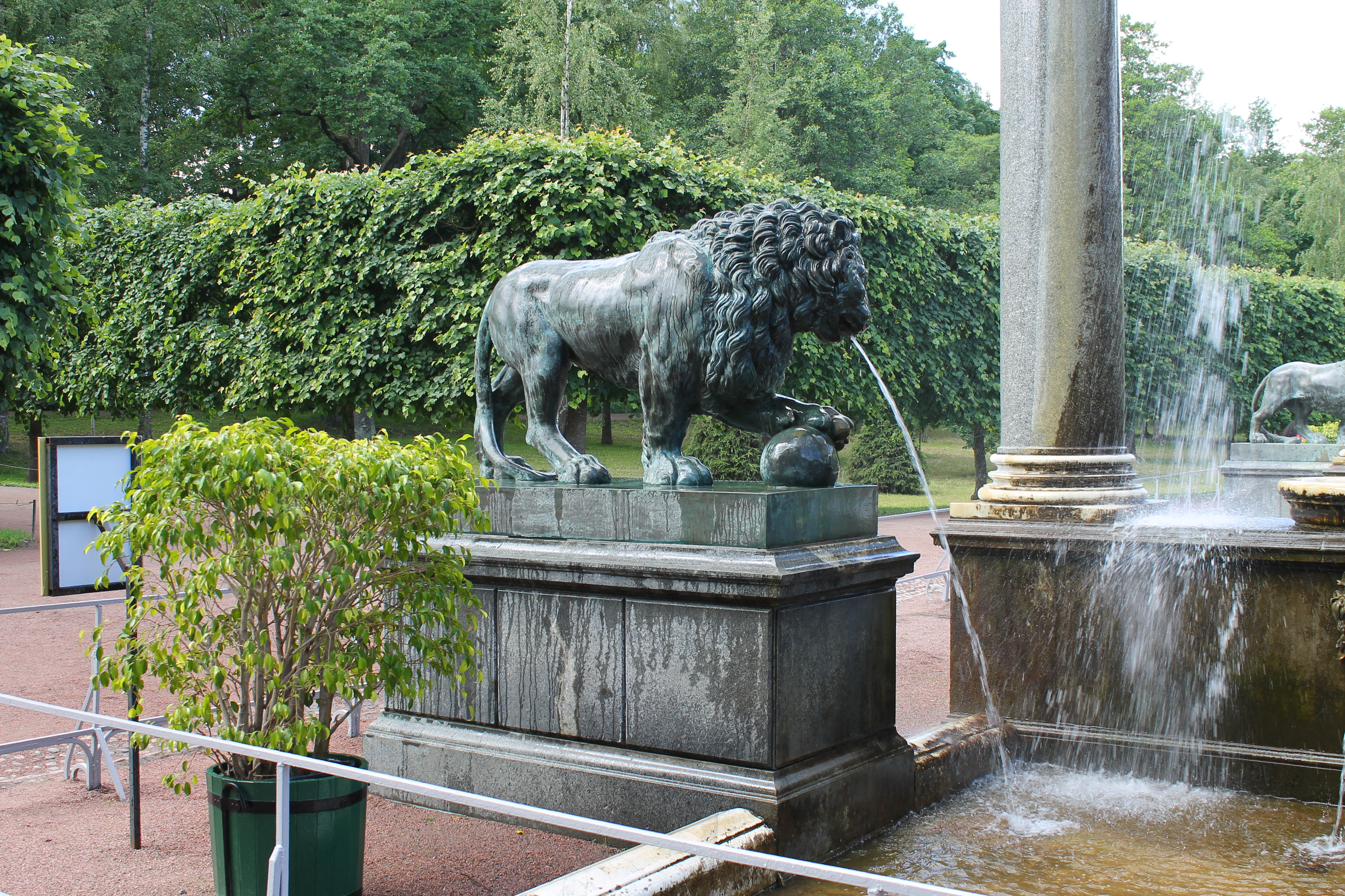
Один из львов Львиного каскада, Петергоф
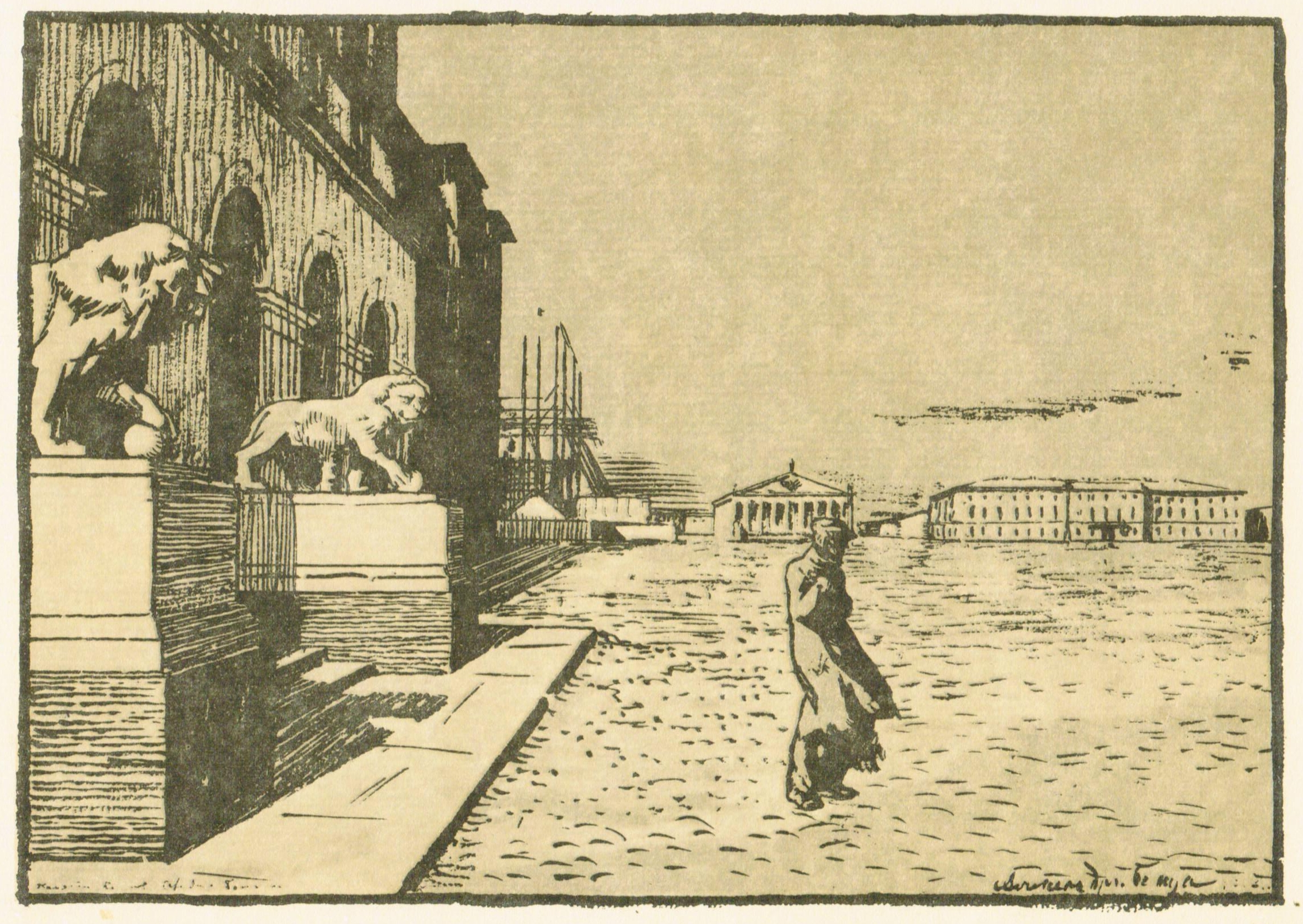
А. Н. Бенуа. Иллюстрация к поэме А. С. Пушкина «Медный всадник», 1899—1905 годы. Изображены львы перед домом Лобанова-Ростовского.
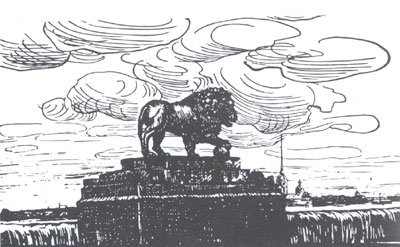
А. П. Остроумова-Лебедева. Лев и крепость, 1901 год. Изображён один из львов на Дворцовой пристани.
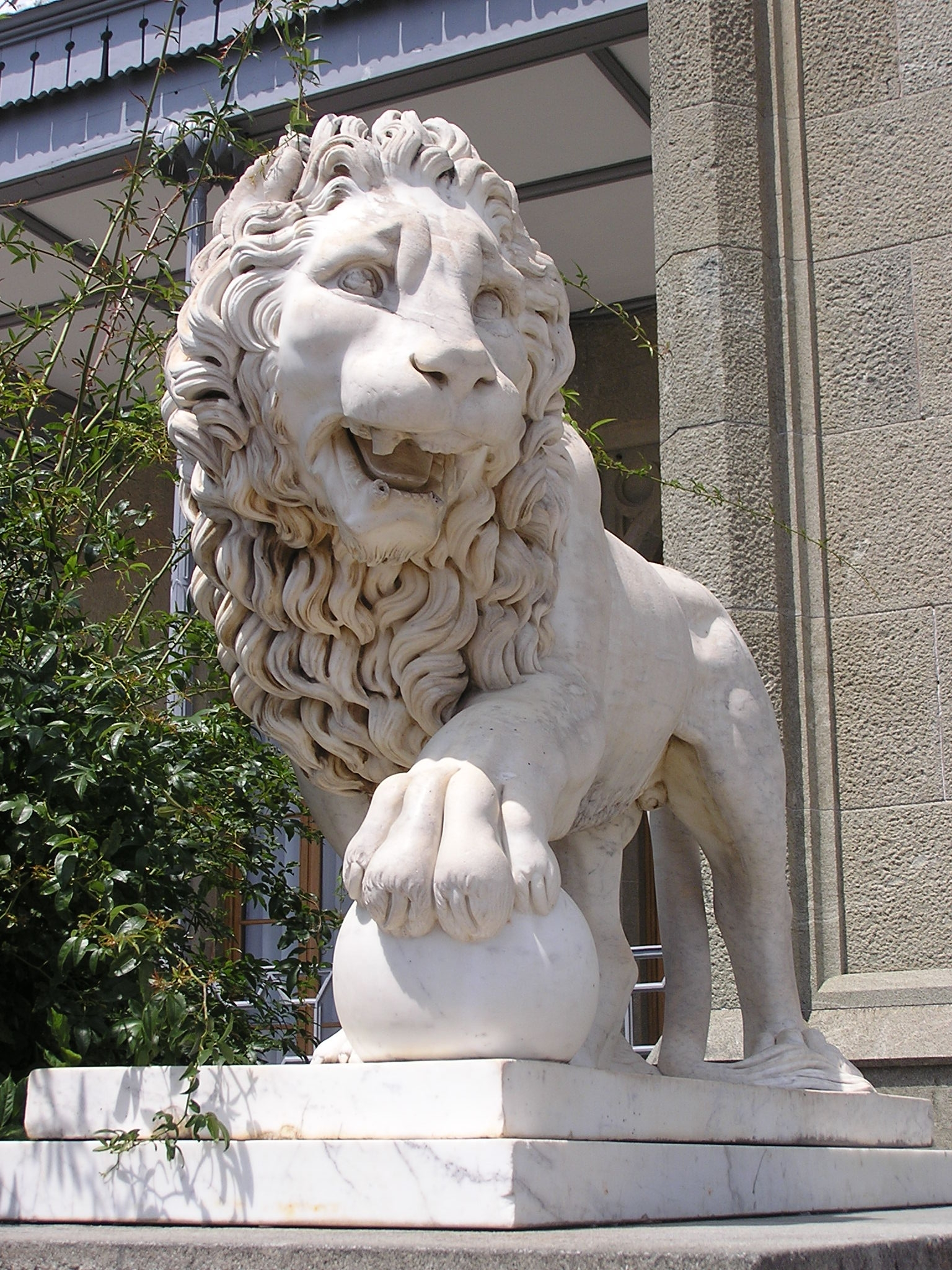
Один из львов перед фасадом Воронцовского дворца, Алупка
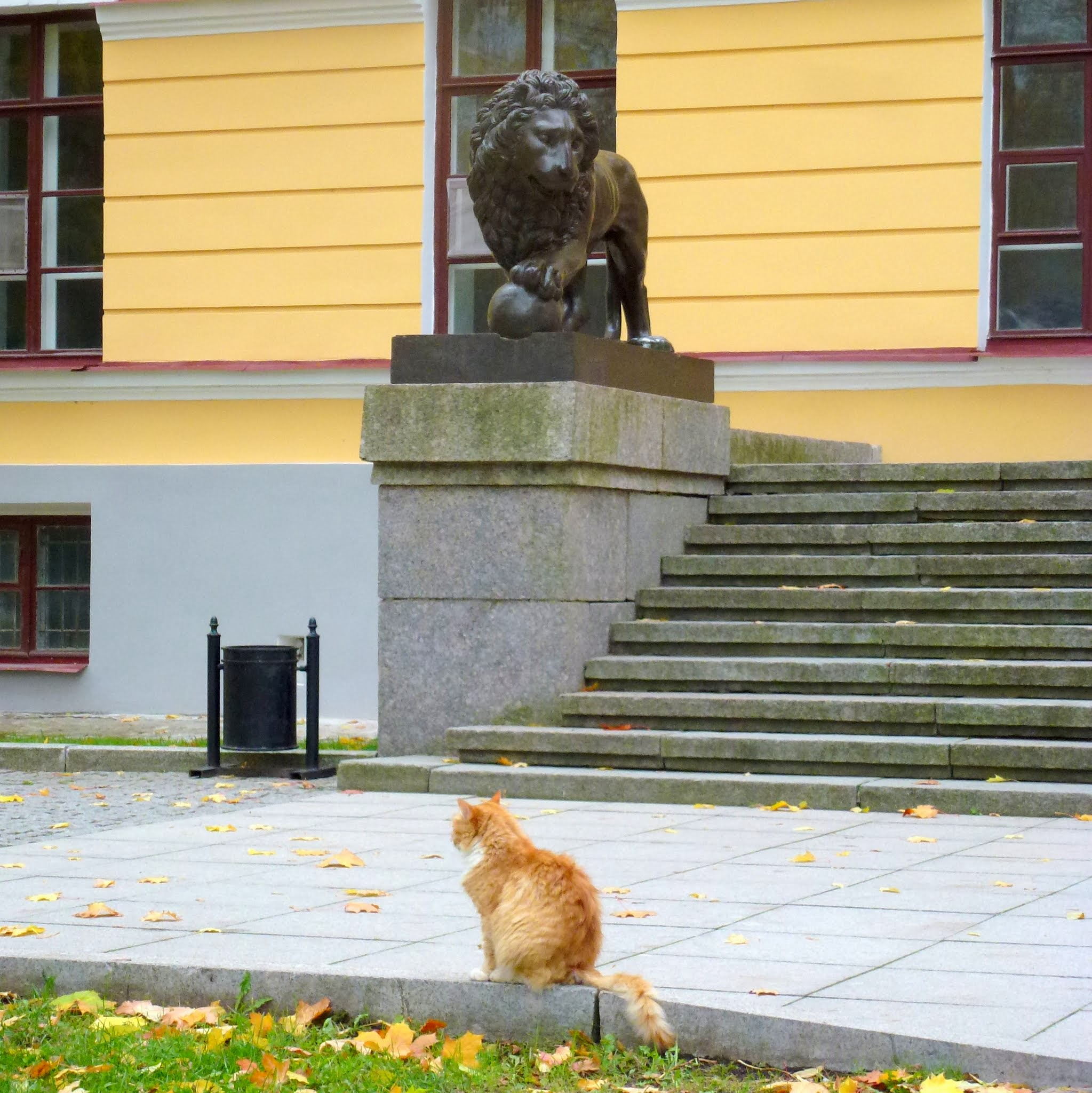
Один из львов перед фасадом здания Присутственных мест, Великий Новгород